# Ipomoea microdactyla
Ipomoea microdactyla är en vindeväxtart som beskrevs av August Heinrich Rudolf Grisebach. Ipomoea microdactyla ingår i släktet praktvindor, och familjen vindeväxter. Inga underarter finns listade i Catalogue of Life.

## Bildgalleri

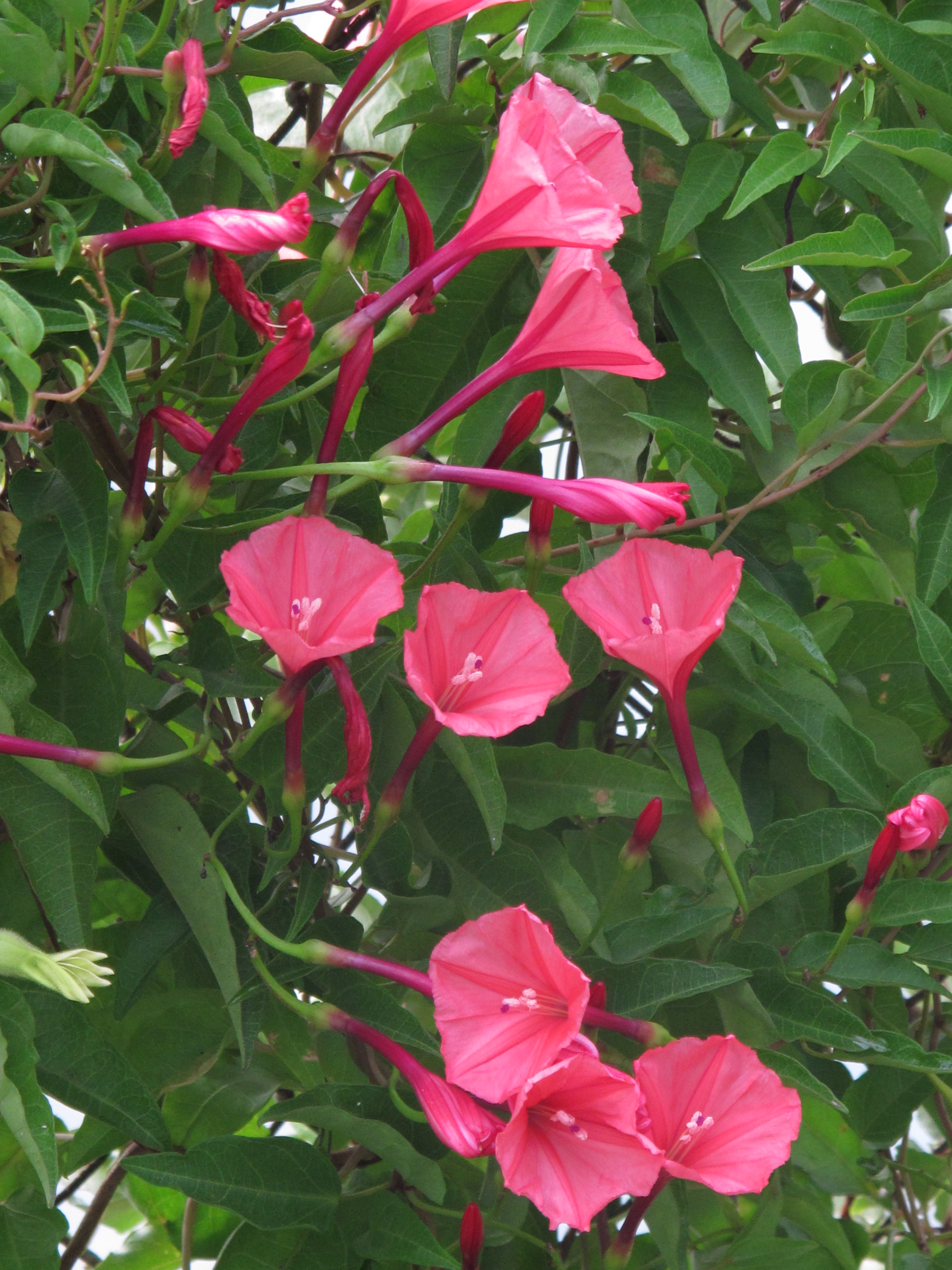